# Herb Książa Wielkiego
Herb Książa Wielkiego – jeden z symboli miasta i gminy Książ Wielki.

## Wygląd i symbolika
Herb przedstawia na tarczy w polu czerwonym złoty krzyż łaciński, trzymany w prawej dłoni z rękawem, na której wszystkie palce dłoni są wyprostowane, a dolne ramię krzyża przytrzymuje kciuk. Jest to historyczny herb miasta, obowiązujący (z niewielkimi zmianami) od 1385 i nadania praw miejskich (najstarszy herb w powiecie po herbie Miechowa). 